# Drummondita fulva
Drummondita fulva là một loài thực vật có hoa trong họ Cửu lý hương. Loài này được A.S.Markey & R.A.Meissn. mô tả khoa học đầu tiên năm 2007.